# مجزرة ليلة السبت
يستخدم مصطلح مجزرة ليلة السبت (بالإنجليزية: Saturday Night Massacre)‏ تاريخيا للتعبير مجازيا عن سلسلة الأحداث التي وقعت في الولايات المتحدة خلال ليلة يوم السبت 20 أكتوبر 1973 في أعقاب فضيحة ووترغيت، عندما أمر الرئيس الأمريكي ريتشارد نيكسون النائب العام إليوت ريتشاردسون بإقالة المدعي الخاص المستقل أرشيبالد كوكس؛ فرفض ريتشاردسون واستقال على الفور. ثم أمر نيكسون مساعد النائب العام ويليام روكلشاوس بفصل كوكس؛ فرفض هو الآخر واستقال. لجأ نيكسون بعدها إلى المسؤول الثالث في وزارة العدل، الوكيل العام روبرت بورك وأمره بإقالة كوكس. اعتبر بورك كوكس مستقيلا، لكنه فعل كما طلب منه نيكسون وقام بفصله.
نتج عن هذا التصرف الذي أقدم عليه الرئيس نيكسون ردود فعل سياسية وشعبية سلبية، كانت مدمرة للغاية للرئيس. بعد مرور 11 يوما من ذلك تم تعيين مدع خاص جديد بحلول 1 نوفمبر 1973. خلال نفس الشهر، وفي 14 نوفمبر 1973، قضت محكمة بأن الفصل كان غير قانوني.

## تاريخ
قام النائب العام الأمريكي إليوت ريتشاردسون بتعيين كوكس بحلول مايو 1973، بعد أن كان قد وعد اللجنة القضائية التابعة لمجلس النواب بتعيين مدعي خاص مستقل للتحقيق في الأحداث المحيطة بالتجسس على مكاتب اللجنة الوطنية للحزب الديمقراطي الواقعة في مجمع ووترغيت بواشنطن العاصمة في 17 يونيو 1972. تم إنشاء هذا المنصب كموقع وظيفي محجوز في وزارة العدل، بمعنى أنه سيكون تحت سلطة النائب العام الذي كان بإمكانه فصل المدعي الخاص فقط في حالة وجود سبب يستدعي ذلك، على سبيل المثال، تسجيل مخالفات قادحة أثناء قيامه بمنصبه. حيث أن ريتشاردسون كان قد وعد في جلسات أمام مجلس الشيوخ الأمريكي بعدم استخدام سلطته التي تخول له عزل المدعي العام الخاص في قضية ووترغيت، ما لم يكن هناك سبب.
عندما أصدر كوكس مذكرة استدعاء إلى نيكسون، طالبا نسخا من المحادثات الصوتية المسجلة بين الرئيس الأمريكي ريتشارد نيكسون ومسؤولي إدارته وأفراد عائلته وكذا موظفي البيت الأبيض، والتي أنتجت بين سنتي 1971 و1973 في المكتب البيضاوي، رفض الرئيس الامتثال لذلك.
بحلول يوم الجمعة 19 أكتوبر 1973، عرض نيكسون ما عُرف فيما بعد باسم "تنازلات ستينيس"، طالبا من السيناتور جون كورنيليوس ستينيس من ولاية مسيسيبي الذي كان يعاني من ضعف السمع الشديد مراجعة وتلخيص الأشرطة لصالح مكتب المدعي الخاص. رفض كوكس رفض هذا الحل الوسط في المساء نفسه، معتقدا أن هذه المناورة القضائية ستهدأ بسرعة بينما تكون المكاتب الحكومة مغلقة خلال عطلة نهاية الأسبوع.

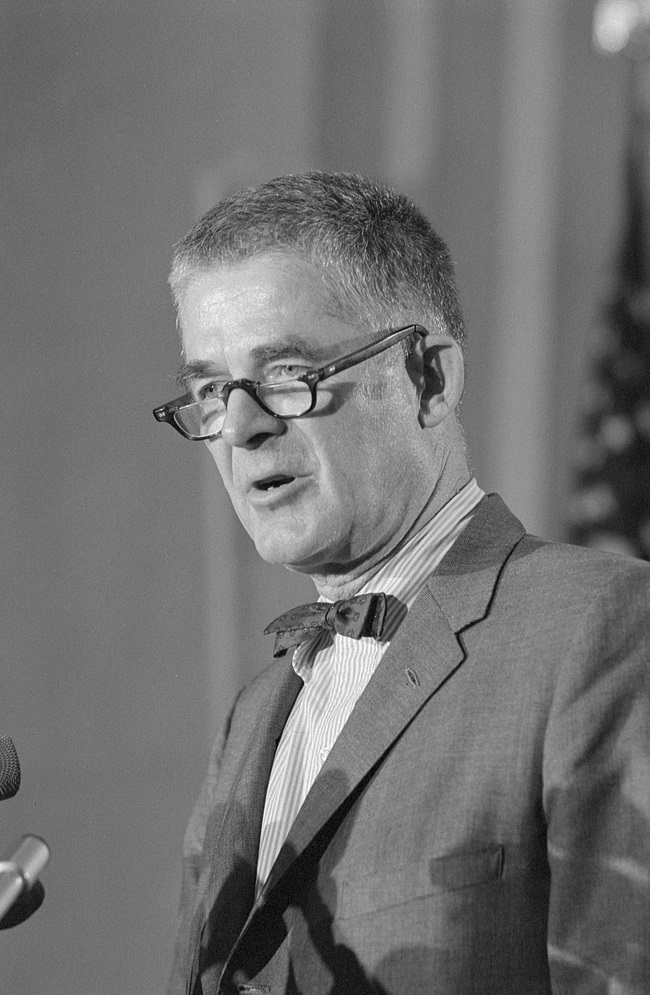
أرشيبالد كوكس

مع ذلك، وفي اليوم التالي (السبت)، قام الرئيس نيكسون بأمر النائب العام ريتشاردسون بإقالة المدعي الخاص كوكس. لكن ريتشاردسون رفض ذلك واستقال احتجاجا. ليوجه نيكسون أمره إلى مساعده ويليام روكلشاوس لإقالة كوكس. روكلشاوس رفض هو الآخر وقدم استقالته. نتيجة لذلك، لجأ نيكسون إلى الوكيل العام الأمريكي روبرت بورك طالبا منه وبصفته رئيسا بالنيابة لوزارة العدل، تنحية  كوكس من منصبه. على عكس ريتشاردسون وروكيلسهاوس اللذان كانا قد أعطيا تأكيدات شخصية للجان الرقابة في الكونغرس بأنهما لن يتدخلا في عملية إقالة المدعي العام، فإن بورك لم يفعل ذلك. مادفع به لإطاعة أمر الرئيس وقام بعزل كوكس. ادعى بورك فيما بعد أن أمر نيكسون كان صحيحا ومناسبا، إلا أنه مع ذلك اعتبر أن الاستقالة أفضل من أن «ينظر إليه على أنه قد انصاع لطلب الرئيس لإنقاذ عملي».

## أصل العبارة
بالرغم من كل المقالات والتقارير التي ذكرت فيها هذه العبارة، إلا أن لأصل الفعلي لها يظل غير معروف بالضبط. ظهرت عبارة «مجزرة ليلة السبت» كتابيا لأول مرة بعد مرور يومين من الأحداث، بمقال كتب ديفيد سالزر برودر في صحيفة الواشنطن بوست بحلول 22 أكتوبر، لكن حتى برودر نفسه في هذا المقال لم ينسب العبارة لنفسه، كاتبا في سياق مقالته «أن هذه الأحداث كانت تسمى بمجزرة ليل السبت». في مقال نشر سنة 2017 في البوست، نسبت المراسلة إيمي وانغ هذه الجملة إلى الفنان الكوميدي آرثر بوتشوالد، وذلك بناء لما ذكرته سالي كوين.

## التداعيات
ادعى البيت الأبيض في شخص الرئيس نيكسون في بادئ الأمر  أنه أقال روكلشاوس، لكنه وعلى عكس ذلك وكما أشارت صحيفة واشنطن بوست في مقال نشر في اليوم التالي، «رسالة الرئيس إلى بورك قالت أيضا أن روكلشاوس قد استقال».
بحلول 14 نوفمبر 1973، حكم القاضي الاتحادي جيرهارد جيزيل بأن قرار تسريح كوكس كان غير قانوني نظرا لعدم ارتكابه أي مخالفات غير عادية، على النحو المنصوص عليه في اللائحة التي تنص على إنشاء مكتب المدعي الخاص. الكونغرس من جهته عبر عن غضبه تجاه ما اعتبره إساءة صارخة للسلطة الرئاسية، شأنه شأن العديد من الأميركيين الذين أرسلوا عددا كبيرا من البرقيات إلى البيت الأبيض والكونغرس احتجاجا على هذا القرار.
بعد أقل من أسبوع من مجزرة ليلة السبت، أظهر استطلاع أجراه أوليفر كويل لصالح شبكة إن بي سي نيوز  أنه وللمرة الأولى، كانت هناك نسبة كبير من المواطنين الأمريكيين المؤيدين لفكرة عزل نيكسون بلغت 44 في المائة مقابل 43 في المائة عارضوا و 13 في المائة لم يحسموا قرارهم في حين كان هناك خطأ في أخذ العينات من 2 إلى 3 في المائة من المستطعين. خلال الأيام التي تلت ذلك، قدمت العديد من قرارات العزل ضد الرئيس إلى الكونغرس. فكانت تلك بداية النهاية بالنسبة لمشوار نيكسون كرئيس. حيث اضطر نيكسون إلى تعيين مدع خاص جديد. مع ذلك استمرت تداعيات نتائج ليلة السبت في التصاعد تدريجياً على مدى العشرة أشهر التالية، إلى غاية أن أمرت المحكمة العليا أخيرا وبإجماع أعضائها نيكسون بتسليم الأشرطة. وبعد بضعة أيام، اختار نيكسون الإعلان في خطاب متلفز عن نيته في الاستقالة من منصبه،  وهو القرار الذي قام به فعليا في اليوم التالي بدلا من مواجهة إجراءات سحب الثقة المؤكدة والعزل من المنصب.